# دومین جشن سینمای ایران
دومین دوره جشن خانه سینمای ایران در مهر ماه سال ۱۳۷۷ برگزار شد.

## تعداد نامزدها و برنده‌ها
فیلمهایی که در چند رشته کاندیدای دریافت تندیس بودند:
| آدم‌برفی         | ۸ |
| بانوی اردیبهشت  | ۷ |
| جهان‌پهلوان تختی | ۷ |
| مرد عوضی        | ۶ |
| بودن یا نبودن   | ۶ |
| آژانس شیشه‌ای    | ۵ |
| نجات‌یافتگان     | ۵ |
| تولد یک پروانه  | ۴ |
| دیدار           | ۴ |
| حاجی‌واشنگتن     | ۴ |
| بانو            | ۳ |
| روانی           | ۳ |
| درخت جان        | ۳ |

فیلمهایی که موفق به دریافت چند تندیس شدند:
| بودن یا نبودن   | ۳ |
| جهان‌پهلوان تختی | ۲ |
| آژانس شیشه‌ای    | ۲ |
| نجات‌یافتگان     | ۲ |
| تولد یک پروانه  | ۲ |
| بانو            | ۲ |

## لیست جوایز[۱][۲]
| تندیس بهترين فيلم - کیانوش عیاری ، بنیاد سینمایی فارابی، شرکت گسترش خدمات ایران – بودن یا نبودن - محمدرضا سرهنگی – درخت جان - بنیاد سینمایی فارابی – آژانس شیشه‌ای - جهانگیر کوثری، علیرضا رییسیان – بانوی اردیبهشت - حوزه هنری سازمان تبلیغات اسلامی – مرد عوضی - سعید حاجی‌میری – اسکادران عشق | تندیس بهترين کارگردانی - ابراهیم حاتمی‌کیا – آژانس شیشه‌ای - کیانوش عیاری – بودن یا نبودن - رخشان بنی‌اعتماد – بانوی اردیبهشت - رسول ملاقلی‌پور – نجات‌یافتگان - داریوش مهرجویی – بانو                |
| تندیس بهترين بازیگر زن - عاطفه رضوی – نجات‌یافتگان - فاطمه معتمدآریا – زندگی، مرد عوضی - فریماه فرجامی – ساغر - مریم کاظمی – مرد کوچک - مینا لاکانی – دیدار | تندیس بهترين بازیگر مرد - پرویز پرستویی – آژانس شیشه‌ای، روانی، مرد عوضی - فریبرز عرب‌نیا – جهان‌پهلوان تختی - ابوالفضل پورعرب – غریبانه - اکبر عبدی – آدم‌برفی - عزت‌الله انتظامی – حاجی‌واشنگتن      |
| تندیس بهترين بازیگر زن نقش مکمل - گوهر خیراندیش – بانو - زهره مجابی – مرد عوضی - لوریک میناسیان – بودن یا نبودن - گلاب آدینه – بانوی اردیبهشت - فهیمه راستکار – روانی | تندیس بهترين بازیگر مرد نقش مکمل - حسین ایل‌بیگی – بودن یا نبودن - نعمت‌الله گرجی – درخت گلابی - فیروز بهجت‌محمدی – مهره - غلامحسین لطفی – شب روباه - مهدی فتحی – آدم‌برفی                           |
| تندیس بهترين موسیقی متن - کامبیز روشن‌روان – تولد یک پروانه - مجید انتظامی – آژانس شیشه‌ای - بابک بیات – جهان‌پهلوان تختی - محمدرضا علیقلی – روانی - محمدرضا درویشی – کیسه برنج | تندیس بهترين فیلمنامه - بهروز افخمی – جهان‌پهلوان تختی - کیانوش عیاری – بودن یا نبودن - داریوش مهرجویی – درخت گلابی - فرهاد توحیدی – مرد عوضی - داوود میرباقری – آدم‌برفی                          |
| تندیس بهترين فيلمبرداری - نعمت حقیقی – جهان‌پهلوان تختی - حسین جعفریان – بانوی اردیبهشت - همایون پایور، فرهاد صبا – نجات‌یافتگان - مازیار پرتو – آدم‌برفی - مهرداد فخیمی – دیدار | تندیس بهترين تدوین - حسن حسندوست – تولد یک پروانه - شهرزاد پویا – نجات‌یافتگان - هایده صفی‌یاری – آژانس شیشه‌ای - حسن حسندوست – جهان‌پهلوان تختی - محمدرضا مویینی – آدم‌برفی                          |
| تندیس بهترين چهره‌پردازی - عبدالله اسکندری – بانو - بیژن محتشم – سارای - عبدالله اسکندری – آدم‌برفی - مهری شیرازی، اصغر همت – دیدار - اتللو فاوا – حاجی‌واشنگتن | تندیس بهترین طراحی صحنه و لباس - فرامرز بادرام‌پور – دیدار - امیرحسین اثباتی – بانوی اردیبهشت - پروین صفری، مجید میرفخرایی – جهان‌پهلوان تختی - حسن فارسی – عشق گمشده - محسن شاه‌ابراهیمی – آدم‌برفی |
| تندیس بهترین صدا - حسن زاهدی، مسعود بهنام – بودن یا نبودن - عباس رستگارپور – درخت جان - پرویز آبنار – بانوی اردیبهشت - محمدرضا دلپاک، یدالله نجفی – تولد یک پروانه - محسن روشن، محمود سماک‌باشی – مرد عوضی                                                                                      | تندیس افتخار خانه سینما - منوچهر اسماعیلی - جمال امید - محمدرضا شرف‌الدین |
| تندیس بهترین جلوه‌های ویژه - اکبر محمدی – نجات‌یافتگان | تندیس ویژه هیات داوران - فرهاد مهران‌فر – درخت جان |
| تندیس بهترین عنوان‌بندی (تیتراژ) - شهریار بحرانی – دنیای وارونه - رخشان بنی‌اعتماد – بانوی اردیبهشت - مهدی سماکار – تولد یک پروانه - بهروز افخمی، حسین آذرخشی، فرهاد حیدری – جهان‌پهلوان تختی - رضا مافی – حاجی‌واشنگتن                                                                            | تندیس بهترین عکس - غوغا بیات – ساغر - حسین محمدی – حماسه قهرمانان - محسن سیدی – روزی که هوا ایستاد - محمدرضا شریفی‌نیا – لیلا - مجید خمسه – نامزدی                                                |
| تندیس بهترین نمونه فیلم (آنونس) - محمدرضا مویینی – آدم‌برفی | تندیس بهترین پوستر (اعلان دیواری) - آیدین آغداشلو – حاجی‌واشنگتن |
| تندیس بهترین فیلم مستند - ناصر تقوایی – پیش | تندیس بهترین فیلم کوتاه داستانی - مظفر شیدایی – گردش سایه‌ها |
| تندیس بهترین فیلم انیمیشن - مظفر شیدایی – ماهی بر خاک | |